# Vlag van Zweden
De nationale vlag van Zweden is een blauwe vlag waarop een geel Scandinavisch Kruis is geplaatst. De verticale arm van het kruis is naar de vlaggenmast toe verschoven. Er zijn twee varianten: voor de civiele vlag en de staatsvlag wordt de rechthoekige variant gebruikt, voor de oorlogsvlag de zwaluwstaartvariant. Deze laatste variant wordt ook door de koninklijke familie gebruikt, die tevens het recht heeft het (kleine of grote) Zweedse wapen in een wit veld op het kruispunt van de gele armen te plaatsen.

## Ontwerp

### Verhoudingen
Volgens de Zweedse wet SFS 1982:269 moet de vlag de verhoudingen 10:16 (hoogte (breedte) in verhouding met de lengte) hebben. De blauwe vlakken naast de vlaggenmast hebben de verhouding 4:5, terwijl de andere twee blauwe vlakken 4:9 moeten zijn. De breedte van de armen van het gele kruis moet de helft van de hoogte van de blauwe vlakken zijn.
De oorlogsvlag heeft drie tongen. De hoogte is de helft van de lengte inclusief de tongen. De binnenste en de buitenste blauwe velden zijn even groot, de tongen niet meegeteld, met een verhouding van 4:5. De tongen zijn in feite verlengingen van de blauwe vlakken en het gele kruis. De breedte van de kruisarmen is de helft van de hoogte van de blauwe velden.

### Kleuren
De kleuren van de vlag zijn in de verordening SFS 1983:826 gedefinieerd. Ze worden volgens het NCS kleursysteem als volgt gedefinieerd: geel NCS 0580-Y10R, blauw NCS 4055-R95B.

## Geschiedenis

De Zweedse vlag (1844-1905)

De Noorse vlag (1844-1899)

### Middeleeuwen
De Zweedse vlag gaat terug tot de 16e eeuw. Men denkt dat de kleuren zijn gebaseerd op het Zweedse wapen, dat drie gouden (gele) kronen op een blauw veld toont. Het model is waarschijnlijk afgeleid van de Deense vlag, de Dannebrog. Koning Johan III (1537-1592) legde het ontwerp van de vlag in 1569 vast, maar in wezen werd deze al gebruikt sinds de tijd van Gustaaf I, enkele decennia eerder.

Haringsalade

### Unie met Noorwegen
Op 7 maart 1815 werd een gemeenschappelijke oorlogsvlag voor Zweden en Noorwegen aangenomen, omdat beide landen zich een jaar eerder onder dezelfde koning hadden geschaard. Deze vlag was hetzelfde als de huidige Zweedse oorlogsvlag, maar toonde een wit kruis op een rode achtergrond in het kanton.
Vanaf 20 juni 1844 werden zowel de Zweedse als de Noorse vlag voorzien van de zogenaamde "Haringsalade" (Sillsalladen) in het kanton. In dit symbool voor de unie waren de kleuren van de beide vlaggen symmetrisch samengesteld. Het teken werd in 1899 uit de Noorse vlag verwijderd vanwege een groeiende weerstand tegen de unie. Nadat de unie in 1905 opgeheven was, werd het embleem ook uit de Zweedse vlag gehaald.

## Vlaginstructie
Als de vlag aan een op de grond staande vlaggenmast hangt, luidt de aanbeveling dat de hoogte van de vlag een vierde van die van de vlaggenmast is. Als de mast bijvoorbeeld twaalf meter hoog is, moet de vlag drie meter hoog zijn. Wanneer de vlag aan een stok uit een gebouw hangt, moet zij een derde van de hoogte van de stok innemen.
De vlag mag niet uitgerust worden met andere letters of andere tekens dan in de wet voorgeschreven. De vlag mag ook niet zonder uitdrukkelijke toestemming in geregistreerde handelsmerken en dergelijke worden gebruikt.

### Officiële vlagdagen
De vlaggendagen zijn in de Zweedse verordening SFS 1982:270 vastgelegd.
| 1 januari   | Nieuwjaarsdag                                                                             |
| 28 januari  | Naamdag van Koning Karel XVI Gustaaf                                                      |
| 12 maart    | Naamdag van Kroonprinses Victoria                                                         |
| 30 april    | Verjaardag van Koning Karel XVI Gustaaf                                                   |
| 1 mei       | Dag van de Arbeid                                                                         |
| 6 juni      | Nationale feestdag en Dag van de Zweedse Vlag                                             |
| 14 juli     | Verjaardag van Kroonprinses Victoria                                                      |
| 8 augustus  | Naamdag van Koningin Silvia                                                               |
| 24 oktober  | VN-dag (dag waarop de Verenigde Naties werden opgericht)                                  |
| 6 november  | Gustav Adolfsdag (ter herinnering van het overlijden van koning Gustaaf II Adolf in 1632) |
| 10 december | Uitreiking van de Nobelprijzen                                                            |
| 23 december | Verjaardag van Koningin Silvia                                                            |
| 25 december | Eerste kerstdag                                                                           |
| Variabel    | Eerste paasdag                                                                            |
| Variabel    | Eerste pinksterdag                                                                        |
| Variabel    | Midzomerdag (eerste zaterdag na de zomerzonnewende)                                       |
| Variabel    | Landelijke verkiezingen voor het Zweedse parlement, de Riksdag                            |